# Aeronáutica Naval
La Aeronáutica Naval, denominada Aviación Naval hasta 1920, fue el arma aérea de la Marina de Guerra española entre 1917 y 1939. Se considera la precursora de la actual Flotilla de Aeronaves de la Armada Española.

## Historia[2]
El 15 de septiembre de 1917 nace la Aviación Naval mediante un Real Decreto tras un periodo de aprendizaje por parte de pilotos y observadores de la Armada que había comenzado en 1912. 
En 1920 se estableció la escuela de la Aviación Naval en Barcelona y se cambió la denominación oficial del cuerpo por la de Aeronáutica Naval. Este cambio de nombre se realizó para dar cabida tanto a la especialidad de aviación como a la de aerostación. Esta última se reduciría en 1926 y finalmente sería eliminada en 1930. El capitán de corbeta Pedro Cardona Prieto fue nombrado primer Director y encargado de seleccionar los nuevos hidroaviones con los que se dotaría a la Aeronáutica Naval Española.

## La incorporación delDédalo(1922)
En 1922 se incorporaría a la Armada el Dédalo, denominado oficialmente "Estación Transportable de Aeronáutica Naval", con el fin de dotar a la Escuadra de una unidad con plena capacidad para transportar y dar apoyo logístico a los hidroaviones de la Aeronáutica Naval en las zona de operaciones. Una vez más, la Armada Española ponía en práctica las enseñanzas obtenidas durante la Primera Guerra Mundial por los diferentes contendientes con la utilización de buques portahidroaviones.
Al mismo tiempo se adquieren los primeros aviones: 3 Avro 504K, 4 Martinsyde F.4 Buzzard y 2 Parnall Panther.

## La actuación de la Aeronáutica Naval (1923-1924) durante la Campaña de Marruecos

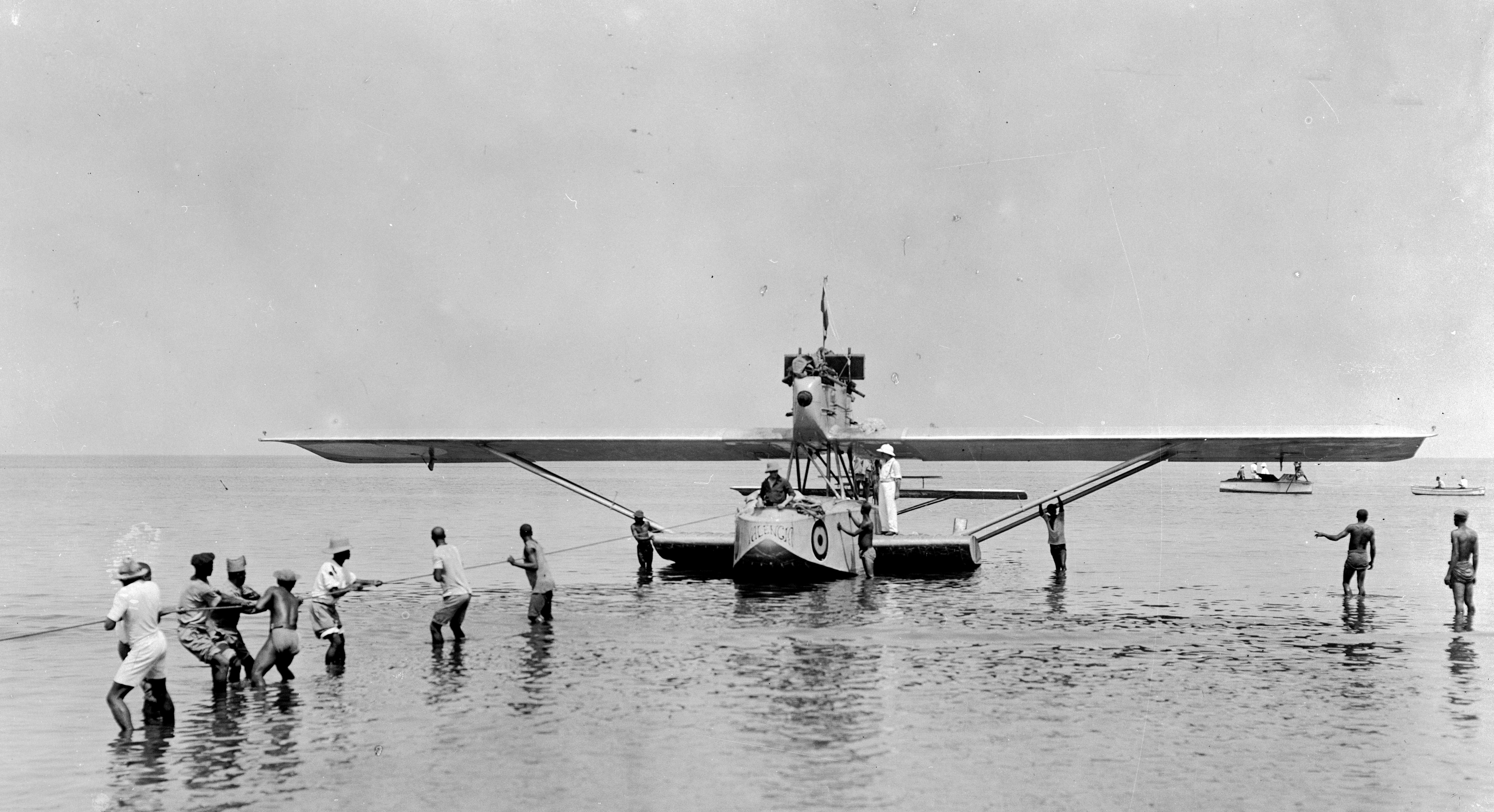
Un Dornier Do J de la patrulla "Atlántida" que realizó un levantamiento fotográfico y cartográfico de la colonia de Guinea Española entre 1926 y 1927.

Desde el 2 de agosto hasta el 15 de noviembre de 1922 el portahidroaviones Dédalo se desplaza a la costa de África para participar en la Campaña de Marruecos. El objetivo consistía en cartografiar y explorar la costa de Beni Urriaguel y los movimientos de tropas de la República del Rif, a la vez de cooperar con los aviones basados en tierra y los hidroaviones de la Aviación Militar con base en Mar Chica. El bautismo de fuego de la Aeronáutica Naval tuvo lugar el 6 de agosto de 1922 con el bombardeo del Morro Nuevo y Azibfazar.
La primera baja, tanto de aparato como de vidas humanas, por accidente ocurrió el 20 de junio de 1923, al estrellarse uno de los hidroaviones Macchi M.18 en la zona conocida como "Los Acantilados del Freus", punto cercano a la fortaleza de la Mola en Menorca como consecuencia de una entrada en pérdida a muy baja cota, resultando muertos sus dos tripulantes, el teniente de navío don Vicente Cervera (piloto) y el oficial de Intendencia don Juan Suárez de Tangil (observador). El siguiente, por cercanía en el tiempo ocurrió el 2 de octubre de 1924 al ser derribado uno de los dos hidroaviones Supermarine Scarab durante un reconocimiento de la costa de Gómara y en apoyo de las posiciones de Tiguisas que estaban siendo atacadas por el enemigo. Uno de los aviones recibió varios impactos en los depósitos de combustible cuando realizaba pasadas a baja cota sobre las posiciones enemigas, viéndose obligado a amarar a unos 500 metros de la costa. Mientras el otro hidroavión avisaba al torpedero T-13 una lancha rifeña se hizo a la mar para apoderarse del hidroavión español, siendo defendido este por sus tripulantes. Cuando el T-13 llegó a la zona se consiguió remolcar el aparato pero el piloto, gravemente herido, murió antes de llegar a puerto.

## La operación aeronaval de Alhucemas (1925)

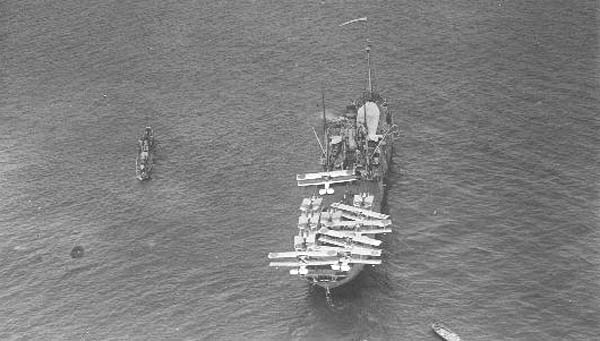
El portahidroaviones Dédalo fotografiado desde un aeroplano francés. Alhucemas, septiembre de 1925.

En 1925 se llevó a cabo el desembarco de Alhucemas, una compleja operación anfibia que tenía como objetivo pacificar definitivamente el protectorado Español de Marruecos. Según el plan de operaciones del 30 de abril de 1925 presentado al "Directorio Militar" el objetivo era "Ocupar una base de operaciones para permitir la maniobra de un cuerpo de 20.000 hombres, aproximadamente, desde la playa de Cebadilla hasta Adrar Sedun inclusive, comprendiendo en ella la península del Morro Nuevo, Cabo del Quemado, Morro Viejo, Cala Bonita, Buyifar, Monte Palomas y Monte Malmust". 
La Aeronáutica Naval tuvo como objetivo batir las posiciones enemigas y evitar cualquier maniobra defensiva que el enemigo hubiera podido desarrollar. El 17 de septiembre de 1925, la Aeronáutica Naval vuelve a actuar al bombardear Sidi Dris y Cabo Quilates, además de una posiciones y cuevas construidas por los rebeldes.

## La II República Española y la Guerra Civil

### II República
El material de la Aeronáutica Naval empezaba a quedarse obsoleto. Como denunciaba el almirante Francisco Moreno en unos trabajos efectuados entre 1932 y 1933, el material de vuelo consistía únicamente en los anticuados hidroaviones Dornier y Savoia que, al no estar dotados ni de torpedos ni bombas, solo tenían capacidad para llevar a cabo misiones de exploración. Los Vickers Vildebeest que estaban siendo construidos por CASA para la Aeronáutica Naval, tampoco habían sido encargados con armamento, por lo que muchos oficiales dudaban de su operatividad futura. También era una constante preocupación de la Armada el hecho de que ninguno de los buques en servicio de la época tuviera instalaciones para llevar aviones. Los dos cruceros pesados clase Canarias que se estaban construyendo habían sido proyectados con capacidad para llevar un hidroavión, pero todavía no se había decidido ni el tipo de catapulta ni el modelo de avión a transportar. En cuanto a la capacidad aeronaval, las palabras del almirante Moreno son esclarecedoras: "El vapor Dédalo, designado erróneamente como portaaviones, es, sencillamente, un transporte de aviación, cuya principal utilidad es la que proporcionan los talleres en él instalados. Puede conducir hasta una docena de aparatos del tipo corriente; por lo demás, el buque, lento y viejo, no podrá durar mucho tiempo". 
Durante la II República se realizaron diversas iniciativas para paliar y ampliar el material de la Aeronáutica con la sustitución y la compra de nuevos modelos de aviones. En 1932 se procedió a la sustitución de los entrenadores Avro 504K por los Hispano Aviación E-30. En 1934 se iniciaron negociaciones con Hawker Aircraft para la compra de cuatro aparatos de una versión hidroavión del HawkerOsprey para los cruceros pesados de la Clase Canarias en construcción. De las cuatro aeronaves, solo una, conocida como el 'Spanish Osprey' equipado con motor Hispano-Suiza 12Xbrs, fue entregada. A este tipo de avión los suecos denominarían S.9 al haber comprado antes esta modificación. Entre 1934 y 1935 se barajó la posibilidad de sustituir los Dornier Do J Wal por Breguet Br.521 Bizerte y los Macchi M.18 por Potez 452.

### Guerra Civil
Durante la guerra civil española, las fuerzas se dividieron entre el bando nacional y el republicano, quedando la mayoría de los medios en manos de los gubernamentales. El Dédalo se había dado de baja en 1934 enviándose a Sagunto (Valencia) para su desguace. Se pasan allado rebelde o son represaliados la mayoría de los mandos de la Aeronáutica Naval. La creación del Ejército del Aire al finalizar la contienda supuso la total desaparición de la especialidad aérea de la Armada.
Pese a que estaban próximos a ser dados de baja definitiva algunos aviones de la Aviación Naval de los años 20 y 30 fueron empleados:  Martinsyde F.4 Buzzard, Consolidated Fleet Model 2, De Havilland DH.60 G-III Moth Major y De Havilland DH.83 Fox Moth. Aún sin guerra la situación de la Aeronáutica Naval en julio de 1936 era desastrosa en cuanto a aviones disponibles. De los 131 aviones en inventario en 1936 solo 89 estaban operativos.
El principal avión fue el Savoia S.62, hidroavión de origen Italiano especializado en misiones de bombardeo. Fue empleado, encuadrado en la Marina Republicana, ya que había sido construido íntegramente en España y equipaba a las escuadrillas navales de reconocimiento. 
- Dos escuadrillas de nueve aparatos (1.ª y 2.ª de reconocimiento) - Base Aeronaval de San Javier.
- en la base de Barcelona había 7 de ellos 4 en reparación junto a un aparato civil S-62P de LAPE (matrícula EC-AMM).
- En Mahón 5 aparatos de la 2.ª patrulla de la 3.ª escuadrilla de reconocimiento.
- En Marín 5 aparatos.

Los aparatos de Mahób acabaron en la zona republicana. Inicialmente los aviones son distribuidos por la costa Mediterránea y usados en misiones de ataque desde Zaragoza hasta Gibraltar, perdiéndose algunos aparatos. Cinco aparatos son enviados a Málaga para evitar que cruzaran soldados sublevados por el estrecho.
Nueve aparatos acompañaron a la expedición republicana a Mallorca. Alguno fue capturado por los sublevados y varios fueron destruidos. En agosto del 36 se envió al Frente Norte una escuadrilla de hidroaviones Savoia 62. El mal tiempo les hizo regresar a Cataluña, quedando desperdigados por diversos puntos de la costa. Posteriormente 4 Savoia llegan a Santander y se basan en Maliaño, desde donde realizan misiones de reconocimiento naval sumamente útiles dado lo interesante que resultaba saber la localización de los buques de guerra y bous auxiliares enemigos.
En los primeros tiempos del frente de Aragón los Savoia S-62 efectuaron ataques en los frentes de Huesca y en otras acciones en el frente de Aragón usando como bases de partida los embalses, las lagunas y los lagos del Pirineo.

## Organización

### Bases y estaciones aeronavales[2][5][3]
- Base aeronaval de Barcelona: escuela de adiestramiento y talleres de construcción y reparaciones
- Base aeronaval de San Javier (Murcia)
- Estación aeronaval del polígono naval de tiro Jaime Janer y Robinson en Marín (Pontevedra): escuela de tiro
- Estación aeronaval de Mahón (Baleares)
- Campo de aviación de La Volatería-El Prat de Llobregat (Barcelona)
- Base aeronaval del Atalayón (Protectorado español de Marruecos, actualmente en territorio bajo soberanía de Marruecos)

### Organización de la Aviación Naval (1933-1936)[6]
Base aeronaval de San Javier
- Flotilla de ataque torpedero
  - Tres escuadrillas: veintisiete CASA-Vickers Vildebeest, solo una escuadrilla (nueve aparatos) operativa por falta de personal
- Flotilla de reconocimiento
  - Dos escuadrillas: dieciocho CASA-Savoia Marchetti S.62bis
- Escuadrilla de bombardeo: cinco CASA-Dornier J Wal, inoperativos por revisión de motores
- Escuadrilla de combate y adiestramiento: diez Martinsyde F.4 Buzzard, seis Hispano E-30, cuatro Hispano E-34, un Avro 504K y un Cierva C.30

Base aeronaval de Barcelona
- Escuadrilla de instrucción: diez Macchi M.18, un CASA-Dornier J Wal y tres CASA-Savoia Marchetti S.62bis

Base aeronaval el Atalayón
- Escuadrilla de bombardeo: seis CASA-Dornier J Wal

Estación aeronaval de Mahón
- Patrulla de reconocimiento: cinco CASA-Savoia Marchetti S.62bis

Estación aeronaval de Marín
- Patrulla de reconocimiento: cinco CASA-Savoia Marchetti S.62bis

Jefatura de la Aeronáutica Naval (Getafe)
- Patrulla de enlace: un Hispano E-30, un Hispano E-34, un CASA-III, un Avro 504K, un Cierva C.30 y siete CASA-Dornier J Wal (estos últimos en reparación en Puntales, Cádiz).

Pese a que no estaban dados de baja de forma definitiva hubo aparatos antiguos de la Aviación Naval de los años 20 y 30 o que no estaban adscritos aún a ninguna unidad operativa que fueron empleados durante la Guerra Civil como el Consolidated Fleet Model 2, el De Havilland DH.83 Fox Moth y los dos De Havilland DH.60 G-III Moth Major, estos últimos con flotadores para ser instalados en el buque científico Artabro.

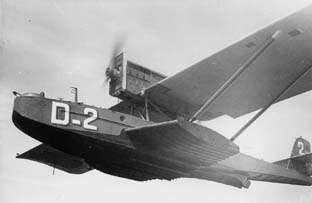
CASA-Dornier Do J Wal de la Aeronáutica Naval en vuelo

La situación de operatividad en la Aeronáutica Naval en julio de 1936 era desastrosa a la vista de los datos suministrados por varios autores:
- CASA-Vickers Vildebeest: 27 aparatos (26 operativos y 1 en reparaciones)
- CASA-Savoia Marchetti S.62bis: 21 aparatos (17 operativos y 4 en reparaciones)
- CASA-Dornier J Wal: 26 aparatos (8 operativos, 13 no operativos y 5 con problemas)
- Martinsyde F.4 Buzzard: 10 aparatos (7 operativos y 3 no operativos)
- Hispano Aviación E-30: 7 aparatos
- Hispano Aviación E-34: 5 aparatos
- Macchi M.18: 10 aparatos (6 operativos y 4 en reparación)
- Cierva C.30 A: 2 aparatos
- Avro 504K: 3 aparatos
- CASA-III: 1 aparato
- Hawker Spanish Osprey: 1 aparato
- De Havilland DH.60 Moth Major: 2 aparatos
- De Havilland DH.83 Fox Moth: 1 aparato

De los 131 aviones presentes en 1936 solo 89 estaban operativos.

## Identificación[10][11]

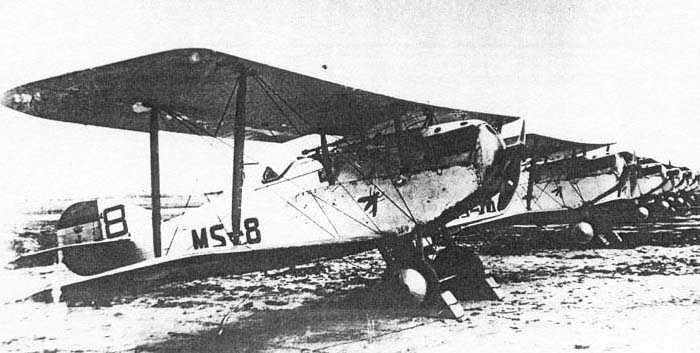
Varios Martinsyde F.4 Buzzard de la Escuadrilla de Combate de la Aeronáutica Naval española con la identificación MS

Cada avión tenía un código similar al de las aeronaves civiles que consiste en las letras EA seguidas de un código de tres letras para identificar el aparato (por ejemplo, el EA-BAB era un Savoia-Marchetti S-62) aunque este código no siempre era pintado en el avión. Cada avión llevaba una o varias letras que representan el tipo de aeronave seguido de un número correlativo asignado a cada aparato a medida que iban entrando en servicio (por ejemplo, EA-BAB era el S-1). Las letra de tipo derivan del nombre del aparato y se mantuvieron a menudo por los republicanos durante la guerra civil. Los códigos conocidos son:
- D - Dornier J Wal
- H - Hispano E-30
- M - Macchi M.18
- MS - Martinsyde F.4
- S - Savoia-Marchetti S.62
- T - Vickers Spanish Vildebeest

Durante la Guerra Civil el bando republicano siguió utilizando la identificación por letras para todos sus aviones junto con el número correlativo de cada aparato, incluidos los de la Aviación Naval. Este código alfanumérico consiste en dos letras, indicando la primera la función principal del avión y la segunda letra o bien la inicial del apodo más conocido del avión o la inicial (por ejemplo, el Macchi M.18 fue identificado como HM = Hidroavión Macchi). Todos los aviones de la Aeronáutica Naval serían identificados con la primera letra H (Hidroavión) y E (Escuela-enseñanza). Algunos aparatos que no estaban en activo pero fueron utilizados siguieron utilizando sus letras anteriores a la Guerra Civil (por ejemplo, el Martinsyde F.4 Buzzard siguió utilizando las letras MS durante todo el conflicto).
Identificación aparatos republicanos
- EM - De Havilland DH.60
- HD - Dornier J Wal
- EE - Hispano E-30
- EF - Hispano E-34
- HM - Macchi M.18
- MS - Martinsyde F.4 Buzzard
- HS - CASA- Savoia Marchetti S.62
- HV - Vickers Spanish Vildebeest

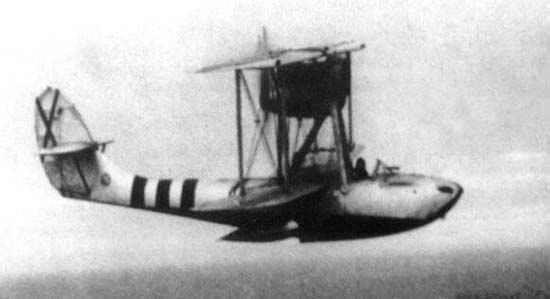
Macchi M.41bis en vuelo con distintivos nacionales

El bando nacional utilizó un sistema de dos números que identificaba al aparato por su función principal junto con el número correlativo de cada aparato. Los aviones de la Aviación Naval que fueron utilizados por la aviación nacional tuvieron los números de identificación entre el 30 y el 61 por lo que son incluidos entre los hidroaviones.
Identificación aparatos nacionales
- 30 - De Havilland DH.83
- 70 - Dornier J Wal
- 50 - Macchi M.41
- 61 - CASA- Savoia Marchetti S.62

## Listado de aparatos[2][13]

### Instrucción

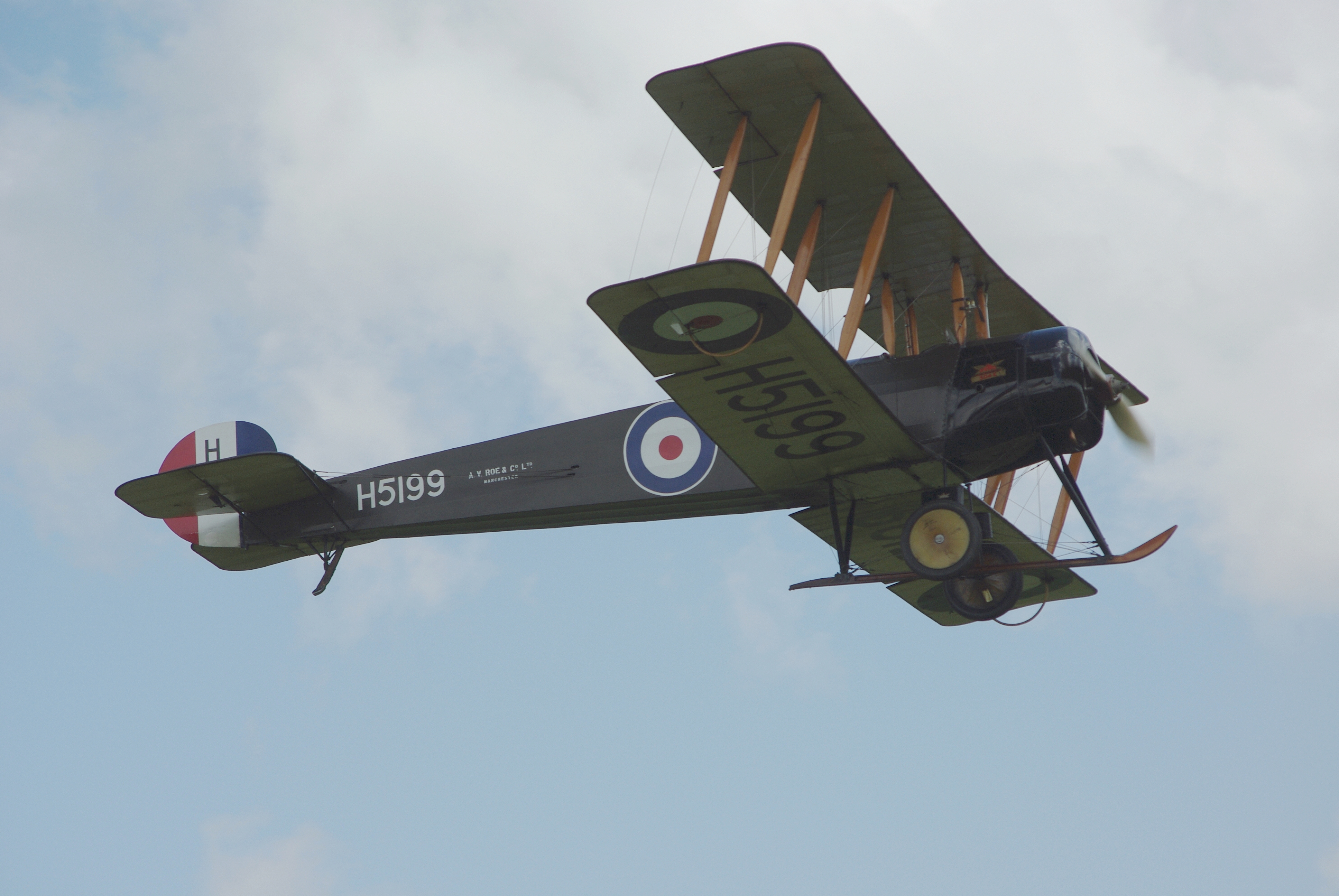
Avro 504K

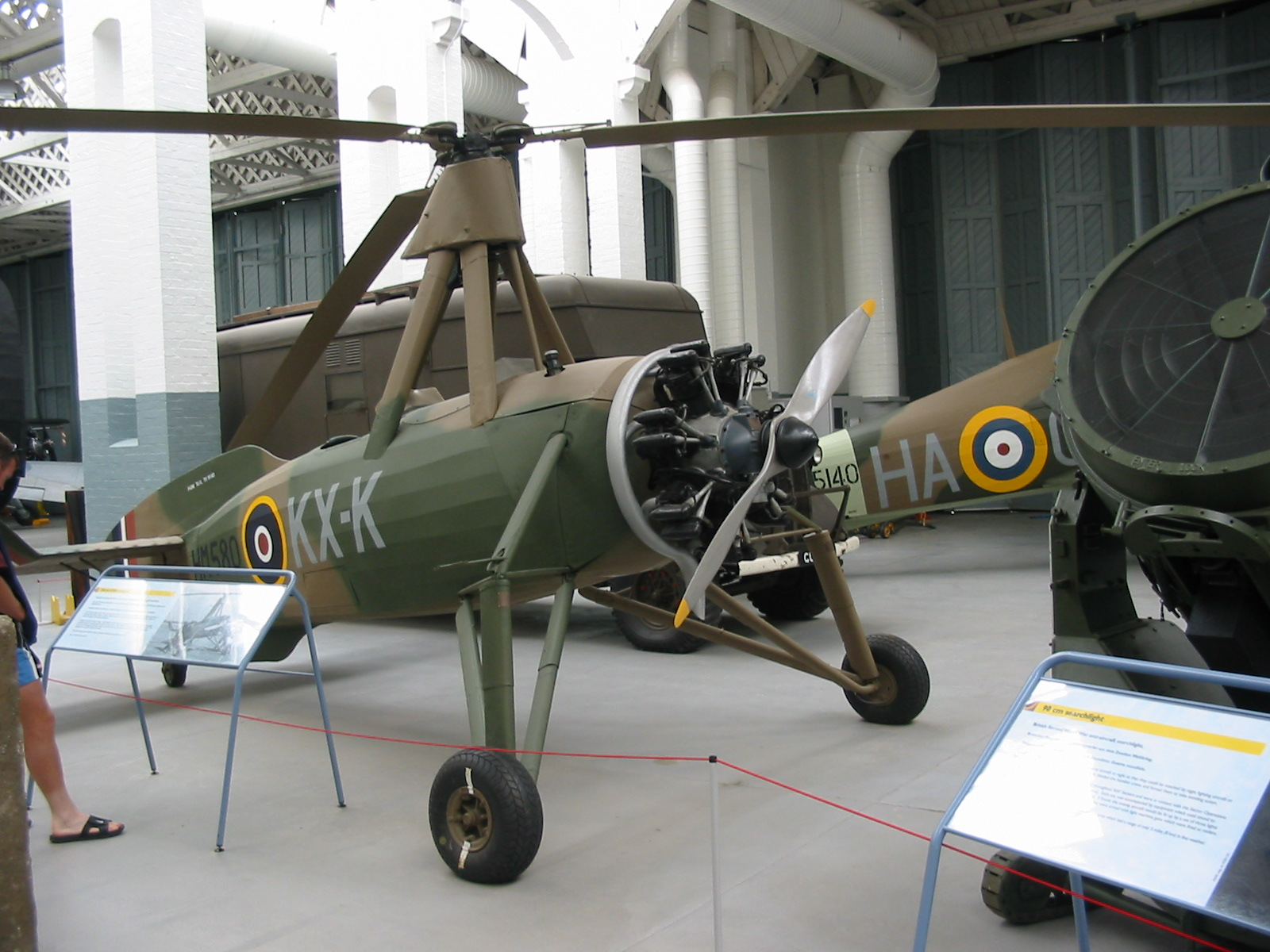
Cierva C.30A

- Avro 504K (22) (1922-1938)
- CASA-Macchi M.18/AR (45) (1923-1938)
- Hispano Aviación E-30 (7)
- Hispano Aviación E-34 (5)
- CASA III (1)
- Cierva C.30A (2) (1932-?)
- CASA-Savoia-Marchetti S.13 (15)

### Combate
- Martinsyde F.4 Buzzard (1922-1937)
- Macchi M.41bis (?-1937)

### Reconocimiento y bombardeo
- Felixtowe F.3A Flying Boat (21) (?-1926)
- Supermarine Scarab (12)
- CASA-Dornier J Wal (40) (1925-?)
- CASA-Dornier R Super Wal (10)
- CASA-Vickers Type 245 Vildebeest (27) (1932-?)
- CASA-Savoia-Marchetti S.62 (40) (1929-1938)
- De Havilland DH.83 Fox Moth (1)
- De Havilland DH.60 G-III Moth Major (2) (1936-?)
- Hereter-Savoia-Marchetti S.16/bis Bicicletas (1922-1927)
- Macchi M.24
- Parnall Panther (2)
- Hawker Spanish Osprey (1) (1934-1937)

Estos aviones no pertenecieron a la Aeronáutica Naval pero realizaron funciones de reconocimiento marítimo y bombardeo naval
- Tupolev SB-2M-100A Katiuska
- Savoia-Marchetti S.55
- Arado Ar 95A/W
- Heinkel He 59B Zapatones
- Heinkel He 60E
- Heinkel He 115A-0 (2)
- CANT Z.501 Gabbiano (9)
- CANT Z.506B Airone (4)
- Fairchild 91/A-942 (1)
- Junker Ju 52/3m W (2)
- Sikorsky S-38B (1)
- Consolidated Fleet Model 2 (2)

### Dirigiblesy globos cautivos
- S.C.A. (Stabilimento di Construzioni Aeronautiche) (2)
- Avorio Prasone (2)